# Mỹ Phước (thị trấn)
Mỹ Phước là thị trấn huyện lỵ của huyện Tân Phước, tỉnh Tiền Giang, Việt Nam.

## Địa lý
Thị trấn Mỹ Phước nằm ở trung tâm huyện Tân Phước, có vị trí địa lý:
- Phía đông giáp xã Hưng Thạnh
- Phía tây giáp xã Tân Hòa Tây
- Phía nam giáp xã Phước Lập và xã Tân Lập 2
- Phía bắc giáp xã Thạnh Mỹ và xã Thạnh Tân.

Thị trấn Mỹ Phước có diện tích 40,28 km², dân số năm 2019 là 6.678 người, mật độ dân số đạt 166 người/km².

## Hành chính
Thị trấn Mỹ Phước được chia thành 5 khu phố: 1, 2, 3, 4, 5.

## Lịch sử
Địa danh Mỹ Phước có từ thời Pháp thuộc, khi đó là tên một làng thuộc tổng Hưng Nhơn, tỉnh Mỹ Tho. Làng Mỹ Phước được hình thành trên cơ sở sáp nhập hai làng có từ thời Nguyễn là Mỹ Điền và Phước Lộc.
Sau năm 1975, Mỹ Phước là một xã thuộc huyện Châu Thành, tỉnh Tiền Giang.
Ngày 11 tháng 7 năm 1994, Chính phủ ban hành Nghị định số 68-CP về việc thành lập huyện Tân Phước thuộc tỉnh Tiền Giang. Theo đó:
- Chuyển xã Mỹ Phước về huyện Tân Phước mới thành lập
- Thành lập thị trấn Mỹ Phước, thị trấn huyện lỵ huyện Tân Phước trên cơ sở tách một phần ấp Mỹ Đức thuộc xã Mỹ Phước[5]
- Thành lập xã Phước Lập trên cơ sở tách một phần diện tích và dân số của hai xã Mỹ Phước và Tân Lập.

Sau khi thành lập, thị trấn Mỹ Phước có 247,57 ha diện tích tự nhiên và 2.000 người. Xã Mỹ Phước còn lại 3.900,82 ha diện tích tự nhiên và 2.972 người.
Đến năm 2019, thị trấn Mỹ Phước có diện tích 2,85 km², dân số là 3.294 người, mật độ dân số đạt 1.156 người/km², được chia thành 4 khu phố: 1, 2, 3, 4. Xã Mỹ Phước có diện tích 37,43 km², dân số là 3.384 người, mật độ dân số đạt 90 người/km².
Ngày 10 tháng 1 năm 2020, Ủy ban Thường vụ Quốc hội ban hành Nghị quyết số 870/NQ-UBTVQH14 về việc sắp xếp các đơn vị hành chính cấp xã thuộc tỉnh Tiền Giang (nghị quyết có hiệu lực từ ngày 1 tháng 2 năm 2020). Theo đó, sáp nhập toàn bộ diện tích và dân số của xã Mỹ Phước vào thị trấn Mỹ Phước.
Ngày 10 tháng 7 năm 2020, HĐND tỉnh Tiền Giang ban hành Nghị quyết số 11/NQ-HĐND về việc:
- Sáp nhập khu phố 4 vào khu phố 2.
- Sáp nhập khu phố Mỹ Đức vào khu phố 3.
- Đổi tên khu phố Mỹ Thành thành khu phố 4.
- Đổi tên khu phố Mỹ Trường thành khu phố 5.